# Ангостура (муниципалитет)
Ангостура (исп. Angostura) — муниципалитет в Мексике, штат Синалоа, с административным центром в одноимённом городе. Численность населения, по данным переписи 2010 года, составила 44993 человека.

## Общие сведения
Название Angostura с языка науатль можно перевести как длинная вода или длинная лагуна.
Площадь муниципалитета равна 1905 км², что составляет 3,32 % от площади штата. Он граничит с другими муниципалитета штата Синалоа: на северо-западе с Гуасаве, на севере с Сальвадор-Альварадо, на востоке с Мокорито, и на юге с Наволато, а на западе омывается водами Калифорнийского залива.

## Учреждение и состав
Муниципалитет был образован в 1916 году, в его состав входят 126 населённых пунктов, самые крупные из которых:
| Код INEGI | Населённый пункт                                                 | Численность населения (2005 год) | Численность населения (2010 год) |
| --------- | ---------------------------------------------------------------- | -------------------------------- | -------------------------------- |
| 002       | Всего                                                            | 42445                            | 44993                            |
| 0093      | Ла-Реформа (исп. La Reforma)                                     | 6859                             | 6743                             |
| 0001      | Ангостура (исп. Angostura) (административный центр)              | 4279                             | 5086                             |
| 0031      | Чинитос (исп. Colonia Independencia (Chinitos))                  | 2959                             | 3318                             |
| 0032      | Пальмитас (исп. Colonia Agrícola México (Palmitas))              | 2346                             | 2692                             |
| 0007      | Алуэй (исп. Alhuey)                                              | 2304                             | 2686                             |
| 0067      | Эль-Гато-де-Лара (исп. Leopoldo Sánchez Celis (El Gato de Lara)) | 2143                             | 2612                             |

## Экономическая деятельность
По статистическим данным 2000 года, работоспособное население занято по секторам экономики в следующих пропорциях: сельское хозяйство, скотоводство и рыбная ловля — 51,6 %, промышленность и строительство — 11,8 %, сфера обслуживания и туризма — 34,3 %, прочее — 2,3 %.

## Инфраструктура
По статистическим данным 2010 года, инфраструктура развита следующим образом:
- электрификация: 99,6 %;
- водоснабжение: 99,1 %;
- водоотведение: 98,9 %.

## Туризм
Основные достопримечательности:
- церковь Сан-Педро в Алуэе, основанная в 1872 году;
- здание администрации в Ангостуре, построенное в стиле модерн;
- несколько монументов и памятников историческим личностям Мексики;
- несколько пляжей на островах и побережье Калифорнийского залива.

## Фотографии

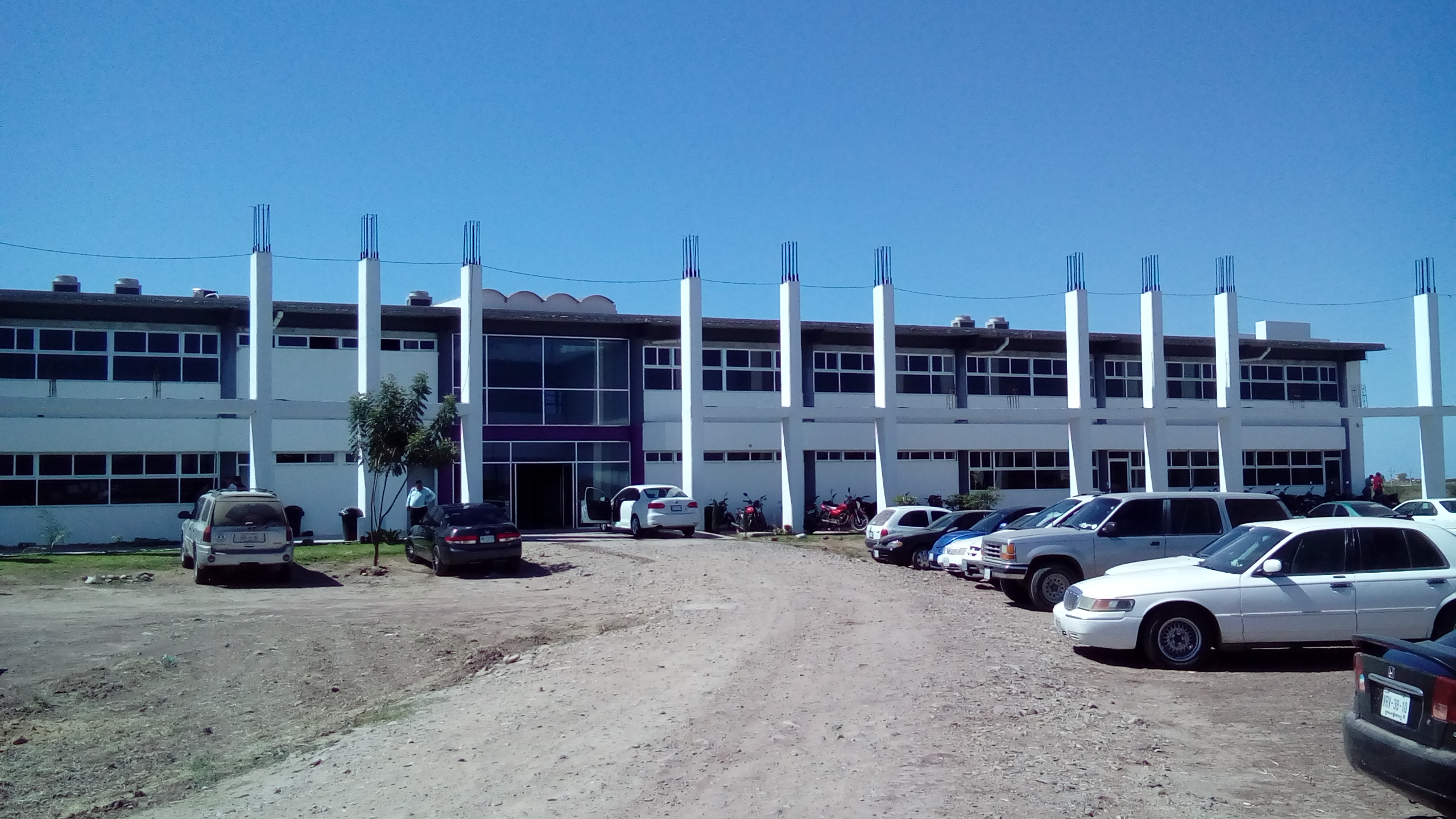
Строящееся здание Университета
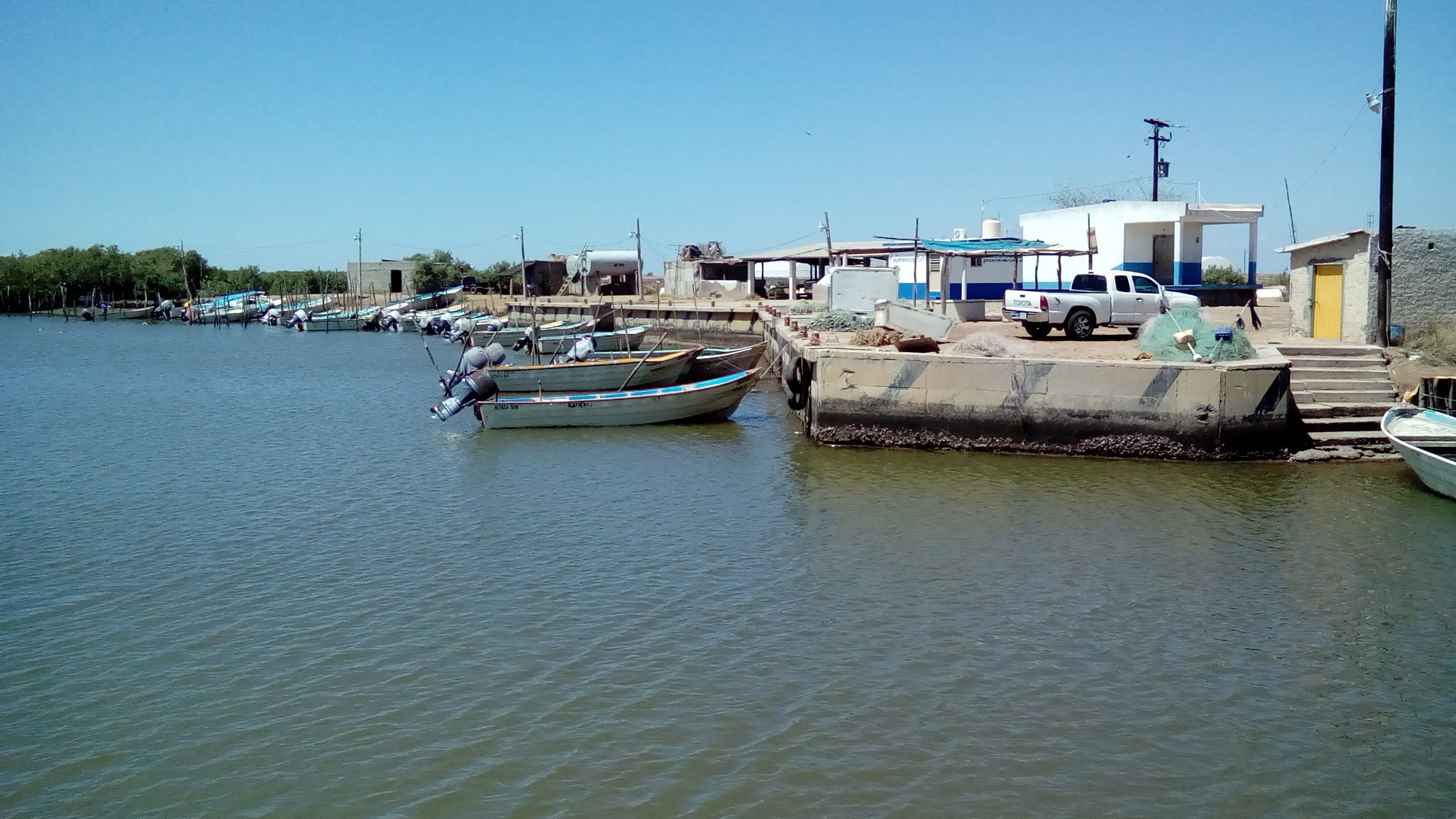
Пирс на реке Плая-Колорада